# مارك ريد (نحات)
مارك ريد (بالإنجليزية: Mark Reed)‏ هو نحات بريطاني، ولد في 23 مارس 1971 في كولشيستر في المملكة المتحدة.